# Parafia Nawiedzenia Najświętszej Maryi Panny w Chrząstowie
Parafia Nawiedzenia Najświętszej Maryi Panny w Chrząstowie – parafia rzymskokatolicka, znajdująca się w diecezji pelplińskiej, w dekanacie Człuchów.

## Proboszczowie
- ks. Adalbert Schulte (1910–1933)[2]
- ks. Ferdynand Degler (1933–1961)[2]
- ks. Eugeniusz Matysiak (1961–1987)[2]
- ks. Józef Kwieciński (1987–1990)[2]
- ks. Jerzy Bona 1990[2]
- ks. Mateusz Krzywicki (1990–1991)[2]
- ks. Andrzej Krupczyński (1991–2003)[2]
- ks. Jerzy Prekop (2003–2016)[2]
- ks. Andrzej Adamski (2016–2022)[3][2]
- ks. Łukasz Jerkiewicz (2022– )[2]